# Карл Уве Кнаусгор
Карл Уве Кнаусгор (норв. Karl Ove Knausgård; Осло, 6. децембар 1968) норвешки је писац, који је познат по шестотомном аутобиографском роману „Моја борба“.

## Први и други роман
Кнаусгор је дебитовао 1998. године са романом Ван света (Ute av verden), за који је награђен норвешком наградом критике за књижевност. То је био први пут да ову награду освоји дебитантски роман.
Његов други роман, „Време за све“ (En tid for alt, 2004), делимично је заснован на одређеним деловима Библије, као и на историји анђела на земљи. Књига је освојила више награда и била је номинована за књижевну награду норвешке владе. „Њујорк ривју оф букс” је књигу описао као „необичну, неочекивану и чудесну књигу“.

## Моја борба
Иако су Кнаусгорове прве две књиге добро прихваћене, тек након објављивања шестотомне серије аутобиографских романа Моја борба (Min kamp), постао је познат широм Норвешке, а касније и у свету. Романи су излазили у периоду од 2009. до 2011. године и чини их више од 3500 страница. Књиге су и поред великог успеха наишле и на извесна оспоравања и контроверзе. Пре свега, многи су наслов сматрали провокацијом, јер је норвешки наслов књиге Моја борба истоветан наслову норвешког превода Хитлерове књиге „Мајн Кампф“. Такође, појединци су сматрали да је Кнаусгор отишао сувише далеко у откривању сопствене приватности, као и живота својих пријатеља и породице - укључујући и детаље из живота његовог оца, бивше супруге, ујака и баке. Књига је, ипак, углавном побрала хвалоспеве књижевних критичара, посебно прва два тома. Још пре него што је посладња књига циклуса изашла, Моја борба је стекла статус феномена норвешког издаваштва, јер је у земљи од пет милиона људи, продата у више од 450.000 примерака.
У радио-интервју са бившом супругом, Тонје Аврсланд, која је један од главних ликова у неколико књига, Кнаусгор је признао да понекад има утисак да је „продао душу ђаволу“, јер је постигао велики успех, жртвујући свој однос са пријатељима и члановима породице.
Моја борба је преведена на више језика. Први делови су објављени са великим успехом у Данској, Шведској и низу других земаља. Првих пет (до 2016. године) су преведене на енглески језик, а издао их је Архипелаго букс (за подручје САД) и Харвил Секер (за британско тржиште). За британско тржиште делови су појединачно насловљени: Смрт у породици, Заљубљени човек, Острва младости, Плес у мраку, и Мало кише мора пасти. У обимној и великим делом позитивној рецензији првог дела Џејмс Вуд, књижевни критичар Њујоркера, написао је: „Постоји нешто изузетно привлачно у Кнаусгоровој књизи: чак и када ми се чинила досадном, била ми је занимљива”. Лиланд де ла Дирантај је у приказу за Њујорк Тајмс циклус Моја борба назвао „вртоглаво добрим” и упоредио га са Марселом Прустом и његовим вишетомним романом У трагању за изгубљеним временом. У рецензији за трећи део серијала, која је изашла у Тајмсовом књижевном додатку, Томас Мини је указао на разлике између Кнаусгора и Пруста, а покушао је да одреди и филозофску основу која стоји иза циклуса. Интересантно је да се у Француској први део Моје борбе слабо продавао, иако је Кнаусгор стекао епитет норвешког Пруста. Разлог лежи вероватно у чињеници да у француској књижевности већ постоји изграђена традиција аутобиографских романа, те се француским читаоцима књига чинила много мање оригиналном него америчким или норвешким љубитељима књижевности.
Лајсл Шилингер објашњава јединственост Кнаусгоровог начина писања пише чак и за сопствену културу, наводећи у свом "Вол стрит журналу" :
„Ниједан други норвешки писац се није усудио да се потпуно разоткрије пред публиком. У Француској постоји традиција аутобиографске фикције,  мемоари су распрострањени у САД, али не и у Скандинавији.“
Лорин Стајн примети:
"Норвежани кажу да им је исповедачки приступ у литератури толико културно стран, да је то што је урадио било забавно, али и корисно искуство".

## Рад наконМоје борбе
Кнаусгор је радио као консултант ѕа нови норвешки превод Библије. 2013. године објавио је збирку есеја, Sjelens Америка: tekster 1996-2013 ("Душе [или умови] Америке: списи 1996-2013 (The Soul's [or Mind's] America:  Writings 1996–2013"), а у септембру 2013. године он прилагођава свој роман из света у филмски сценарио.

## Кнаусгор као уредник Ваганта
Између 1999. и 2002. Кнаусгор је радио као уредник Ваганта, норвешког књижевног часописа, основаног 1988. Био је члан прве редакције Ваганта у Бергену, након што се седиште часописа преселило из Осла 1999. У њему је објавио есеје о Дону Делилу и Дантеовој „Божанственој Комедији”. Такође, интервјуисао је за часопис норвешке писце Руна Кристијансена и Тура Ерика Лунда. Непосредно након што је напустио Вагант и Берген, његов бивши коуредник Пребен Џордал написао је изразито негативан приказ Кнаусгоровог другог романа по реду „Време за све“ под насловом „Између Библије и брбљања”. Околности ове ситуације Кнаусгор је описао у другом делу „Моје борбе”

## Издавачке активности
У 2010. години је основао малу издавачку кућу, „Пеликан“, са братом Ингвеом Кнаусгором и Асбјорном Јенсеном. „Пеликан“ је до сада објавио дела Дениса Џонсона, Петера Хандкеа, Кристијана Крахта, Бена Маркуса, Курција Малапартеа и Стига Ларсона у преводу на норвешки језик.

## Лични живот
Рођен у Ослу, Кнаусгор је одрастао у Тромои и у Кристиансанду, студирао је уметности и књижевност на универзитету у Бергену.
Кнаусгор живи у Остерлену, Шведска, са супругом, писцем Линдом Бострем Кнаусгор, и њихово четворо деце.